# 被消失的凶案
《被消失的凶案》是2022年香港懸疑劇情犯罪片，由羅守耀身兼導演、監製與編劇三職，張兆輝、任達華、邵美琪、陳靜和洪天明主演。故事藍本來自1980年「土瓜灣道水箱藏屍案」，殺人兇手承認殺人之後，去到終審法院，陪審團一致裁定自衛殺人，當庭無罪釋放。

## 故事
大廈重建一具被深埋八年的人體殘肢被發現，警方鎖定是死者前妻與同屋住爛面超通姦殺人，惟在警方再三調查下，疑點重重變成懸案，究竟是誰令凶案消失？

## 角色
- 張兆輝 飾 駱英財：重案組警長
- 任達華 飾 掃毒組馬警官：駱英財前主管
- 邵美琪 飾 張嘉茵：重案組督察
- 陳靜 飾 言鳳萍
- 洪天明 飾 陳永超
- 林雪
- 車婉婉
- 何華超
- 梁敏儀
- Joe Junior 飾 山度士
- 蘇家樂
- 羅頌欣
- 鍾溥敏 飾 政府律師
- 馮皓揚
- 林子博
- 楊昕
- 林寶玉
- 黃翠儀
- 湯沛宜
- 胡俊軒

## 製作
- 2021年2月21日，電影在香港開鏡[2]。

## 外部連結
- 被消失的凶案的Facebook專頁
- 被消失的凶案的Instagram帳戶
- 香港影庫上《被消失的凶案》的資料（繁體中文）
- 豆瓣电影上《被消失的凶案》的資料 （简体中文）
- 互联网电影数据库（IMDb）上《被消失的凶案》的资料（英文）